# 李冬风
李冬风（英語：1988年12月15日—），本名李东风，出生于中国甘肃省陇南市成县，男歌手。

## 早期经历
李冬风出生在甘肃陇南的山区，从小就喜欢音乐，中学毕业后为了实现自己的梦想，去北京闯荡，曾干过几份不同的工作。

## 音乐生涯
2013年，结识深圳志航唱片艺人龙奔，追随其学习声乐。
2014年10月，联手龙奔发行首支原创单曲《我无法忘记你》，正式进入演艺圈。
2015年5月，发行歌曲《伤口太深却忘了疼》；5月17日，作为嘉宾歌手，参加第十一届(深圳)国际文化产业博览会，同年9月，发行歌曲《癞蛤蟆爱上天鹅》，受到更多关注。
2016年1月，推出首张个人EP专辑《我的家在陇南》，收录了包括《世态炎凉》；同年6月，联合内地音乐人龙奔打造单曲专辑《一次就好》，携手女歌手优优倾情演唱
2016年8月22日，正式签约志航（北京）国际文化传媒有限公司。

## 主要作品

### 专辑
| 专辑名称         | 发行时间  | 语言   | 曲目                        |
| ---------------- | --------- | ------ | --------------------------- |
|                  |           |        |                             |
| 《我的家在陇南》 | 2016年1月 | 普通话 | 1：我的家在陇南 2：世态炎凉 |
|                  |           |        |                             |

### 单曲
|  | 歌曲名称         | 发行时间   | 语言   | 音乐风格 |  |
|  | ---------------- | ---------- | ------ | -------- |  |
|  | 我无法忘记你     | 2014年10月 | 普通话 | 流行     |  |
|  | 伤口太深却忘了疼 | 2015年5月  | 普通话 | 流行     |  |
|  | 癞蛤蟆爱上天鹅   | 2015年9月  | 普通话 | 流行     |  |
|  | 一次就好         | 2016年6月  | 普通话 | 流行     |  |

## 获奖记录
| 获奖时间 | 所获奖项                | 获奖结果 | 获奖作品     |
| -------- | ----------------------- | -------- | ------------ |
| 2015     | 2015华语最佳中文金曲    | 提名     | 我无法忘记你 |
| 2015     | 央视网络原创歌曲 一等奖 | ？       | 我无法忘记你 |